# 弗雷滕海姆
弗雷滕海姆是德国莱茵兰-普法尔茨州的一个市镇。总面积2.74平方公里，总人口306人，其中男性153人，女性153人（2011年12月31日），人口密度112人/平方公里。